# Андрющенко Григорій Якович
Григорій Якович Андрющенко (рос. Григорий Яковлевич Андрющенко; 8 (21) січня 1905, Мінеральні Води — 14 жовтня 1943) — радянський офіцер, Герой Радянського Союзу, в роки німецько-радянської війни заступник командира 6-го гвардійського танкового корпусу, гвардії полковник.

## Життєпис
Народився 8 (21 січня) 1905 року в місті Мінеральних Водах (тепер Ставропольського краю) в сім'ї залізничного машиніста. Росіянин. Член КПРС з 1927 року.
Рано залишившись без батьків, виховувався в сирітському притулку на станції Тихорєцька. У 1919 році приїхав до Ростова-на-Дону. Працював підмайстром у столярній майстерні. У травні 1920 року добровільно вступив у Червону Армію. Брав участь у громадянській війні. Після закінчення в 1925 році 21-ї військової піхотної школи в Тифлісі проходив службу в різних частинах.
У 1929 році був призначений командиром автобронедивізіона при Управлінні прикордонної охорони і військ ОДПУ Середньої Азії, а в 1932 році — начальником бронетанкового відділення Управління прикордонних військ Середньоазіатського округу. Брав активну участь у боротьбі з басмачеством. У жовтні 1939 року отримав призначення на посаду начальника автобронетанкових військ 8-ї армії, в складі якої брав участь у війні з білофінами.
У боях німецько-радянської війни з червня 1941 року. Брав активну участь у боях з німецько-фашистськими загарбниками у Прибалтиці і під Ленінградом. З жовтня 1941 року по квітень 1942 року — начальник автобронетанкового відділу 8-ї армії. З 16 жовтня 1942 року — командир 183-ї бригади 10-го танкового корпусу. Командуючи 183-ю танковою бригадою, брав участь у відвоюванні Донбасу. 18 липня 1943 року на Курській дузі був важко поранений і відбув на лікування в госпіталь. Після одужання призначений заступником командира 6-го гвардійського танкового корпусу.
Після повернення до лав відзначився при форсуванні Дніпра південніше Києва. Проявивши мужність і винахідливість, успішно прикривав переправу піхоти. У бою за сільські населені пункти придушив дві протитанкові гармати, розпорошив і частково знищив до роти піхоти ворога.
14 жовтня 1943 року загинув у бою на Букринському плацдармі поблизу села Григорівки. Похований у парку міста Переяслава. Меморіальний знак встановлено на Ваганьковському кладовищі в Москві.

## Нагороди, пам'ять
Указом Президії Верховної Ради СРСР від 17 листопада 1943 року за успішне форсування Дніпра, закріплення і розширення плацдарму на західному березі річки і проявлені при цьому відвагу і геройство заступнику командира 6-го гвардійського танкового корпусу гвардії полковнику Андрющенко Григорію Яковичу присвоєно звання Героя Радянського Союзу (посмертно).
Нагороджений орденами Леніна і Трудового Червоного Прапора, медалями «XX років РСЧА» і «За оборону Ленінграда».

## Галерея

Меморіальна дошка Андрющенко в Покровську